# Motaz Hawsawi
Motaz Hawsawi (Jidá, 17 de fevereiro de 1992), é um futebolista saudita que atua como zagueiro. Atualmente joga pelo Al-Ahli.

## Carreira
Motaz Hawsawi representou a Seleção Saudita de Futebol na Copa da Ásia de 2015.